# Wieża widokowa na Wapniarce
Wieża widokowa na Wapniarce – wieża wybudowana w 2010 r. na Wapniarce, wzniesieniu o wysokości 532 m n.p.m. w południowo-zachodniej Polsce w Sudetach Wschodnich, w Masywie Śnieżnika – Krowiarkach.

## Historia
Na szczycie Wapniarki stały wcześniej kolejno dwie wieże widokowe wzniesione przez Niemców. Obie zostały zniszczone. Pierwszą wieżę widokową wybudowano w roku 1889, była to wieża drewniana, która w 1925 roku została zniszczona przez piorun. W tym samym roku przez Kłodzkie Towarzystwo Górskie (niem. Glatzer Gebirgsverein) wieża została odbudowana. Decyzja o jej odbudowie zapadła 31 stycznia 1925 w hotelu w Ołdrzychowicach. Głównym sponsorem był właściciel krosnowickiej przędzalni bawełny Meier-Kaufmann. Wieża rozpadła się od uderzenia pioruna i ze starości w latach 70. XX wieku. W kwietniu 2010 r. została zakończona budowa kolejnej, trzeciej wieży, również drewnianej.